# Aphelochaeta
Aphelochaeta is een geslacht van borstelwormen uit de familie van de Cirratulidae. De wetenschappelijke naam van het geslacht werd voor het eerst geldig gepubliceerd in 1991 door Blake.

## Soorten
- Aphelochaeta abyssalis Blake, 2019
- Aphelochaeta aequiseta (Hartmann-Schröder, 1962)
- Aphelochaeta antelonga Dean & Blake, 2016
- Aphelochaeta arizonae Magalhaes & Bailey-Brock, 2013
- Aphelochaeta aubreyi Blake, 2018
- Aphelochaeta bimaculata Blake, 2018
- Aphelochaeta brandtae Blake, 2018
- Aphelochaeta bullata Doner & Blake, 2009
- Aphelochaeta caribbeanensis Blake & Dean, 2019
- Aphelochaeta cincinnata (Ehlers, 1908)
- Aphelochaeta clarionensis Blake, 2019
- Aphelochaeta clippertonensis Blake, 2019
- Aphelochaeta dearborni Blake, 2018
- Aphelochaeta elongata Blake, 1996
- Aphelochaeta falklandica Paterson & Neal, 2020
- Aphelochaeta filibranchia (Day, 1961)
- Aphelochaeta filiformis (Keferstein, 1862)
- Aphelochaeta glandaria Blake, 1996
- Aphelochaeta guimondi Dean & Blake, 2016
- Aphelochaeta guttata Doner & Blake, 2009
- Aphelochaeta honouliuli Magalhaes & Bailey-Brock, 2013
- Aphelochaeta hormosa Blake, 2018
- Aphelochaeta intinctoria Choi, Jung & Yoon, 2018
- Aphelochaeta longisetosa (Hartmann-Schröder, 1965)
- Aphelochaeta magellanica Blake, 2018
- Aphelochaeta malefica Elías & Rivero, 2009
- Aphelochaeta marioni (Saint-Joseph, 1894)
- Aphelochaeta mcintoshi (Southern, 1914)
- Aphelochaeta monilaris (Hartman, 1960)
- Aphelochaeta multibranchis (Grube, 1863)
- Aphelochaeta multifilis (Moore, 1909)
- Aphelochaeta pacifica (Annenkova, 1937)
- Aphelochaeta palmeri Blake, 2018
- Aphelochaeta petersenae Blake, 1996
- Aphelochaeta petila Choi, Jung & Yoon, 2018
- Aphelochaeta phillipsi Blake, 1996
- Aphelochaeta praeacuta Dean & Blake, 2016
- Aphelochaeta saipanensis Magalhaes & Bailey-Brock, 2013
- Aphelochaeta serratiseta (Banse & Hobson, 1968)
- Aphelochaeta spargosis Blake, 2019
- Aphelochaeta spectabilis Blake, 2018
- Aphelochaeta striata Dean & Blake, 2016
- Aphelochaeta tanyperistomia Blake, 2019
- Aphelochaeta tigrina Blake, 1996
- Aphelochaeta williamsae Blake, 1996
- Aphelochaeta wilsoni Blake, 2019
- Aphelochaeta zebra Dean & Blake, 2016

### Taxon inquirendum
- Aphelochaeta nigrorostrum (Hartman & Fauchald, 1971) (taxon inquirendum, indeterminable damaged specimen fide Blake, 2019)

### Synoniemen
- Aphelochaeta multibranchiis => Aphelochaeta multibranchis (Grube, 1863)
- Aphelochaeta parva (Berkeley, 1929) => Tharyx parvus Berkeley, 1929
- Aphelochaeta secunda (Banse & Hobson, 1968) => Monticellina secunda (Banse & Hobson, 1968) => Kirkegaardia secunda (Banse & Hobson, 1968)
- Aphelochaeta serrata (Eliason, 1962) => Kirkegaardia serrata (Eliason, 1962)
- Aphelochaeta vivipara (Christie, 1984) => Chaetozone vivipara (Christie, 1984)